# Bruno Doehn

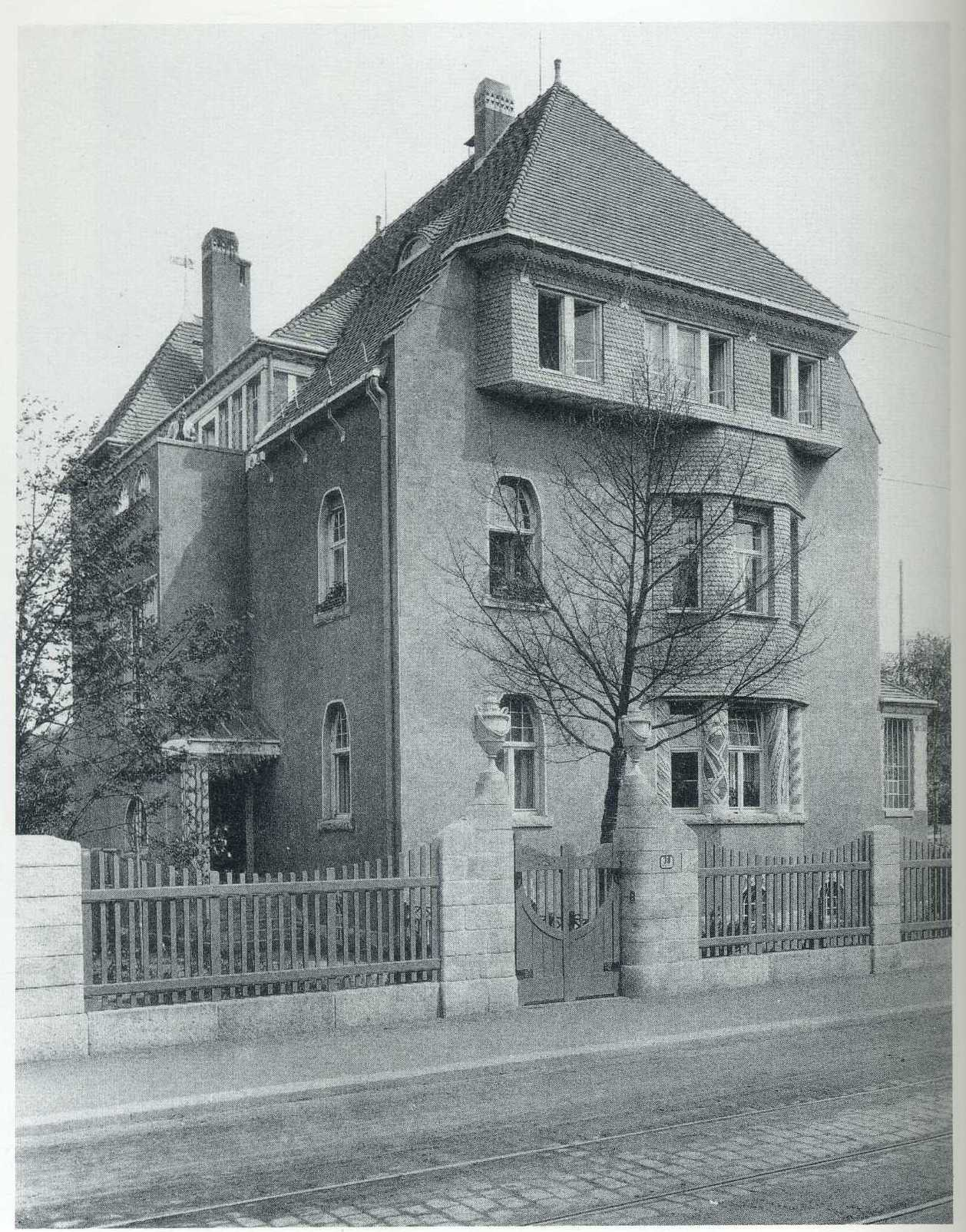
Doehns Haus in Blasewitz

Bruno Robert Feodor Alexander Doehn (* 24. Juli 1866 in Dresden; † 10. Dezember 1924 in Leipzig) war ein deutscher Reichsgerichtsrat.

## Leben
Bruno Doehn ist der Sohn des Schriftstellers und Politikers Rudolf Doehn. Er wurde 1889 als Richter vereidigt. 1899 wurde er Landrichter in Dresden und 1908 Landgerichtsrat. 1910 ernannte man ihn zum Oberlandesgerichtsrat in Dresden. 1914 kam er als Hilfsarbeiter zur Reichsanwaltschaft. 1918 kam er an das Reichsgericht. Er war der vorletzte im Kaiserreich berufene Rat. Von 1922 bis 1924 war er stellvertretender Vorsitzender am Staatsgerichtshof zum Schutze der Republik nach dem  Republikschutzgesetz der frühen Weimarer Republik.

## Werke
- Die Stellung des Sachverständigen vor Gericht und "der Fall Rüger", Deutsche Juristen-Zeitung, Jahrgang 6 (1901), S. 272.
- Die Entmündigung wegen Trunksucht nach dem zukünftigen Deutschen Recht, Sächsisches Archiv für bürgerliches Recht und Prozeß, Band 9 (1899), S. 529.
- Der Kaufmann und sein Recht. Einführung in das neue Handelsgesetzbuch und die wichtigsten damit zusammenhängenden Bestimmungen des Bürgerlichen Gesetzbuches, Leipzig 1900

## Quelle
Adolf Lobe: „Fünfzig Jahre Reichsgericht am 1. Oktober 1929“, Berlin 1929, S. 382, 407.
| Personendaten    | Personendaten                        |
| ---------------- | ------------------------------------ |
| NAME             | Doehn, Bruno                         |
| ALTERNATIVNAMEN  | Doehn, Bruno Robert Feodor Alexander |
| KURZBESCHREIBUNG | deutscher Reichsgerichtsrat          |
| GEBURTSDATUM     | 24. Juli 1866                        |
| GEBURTSORT       | Dresden                              |
| STERBEDATUM      | 10. Dezember 1924                    |
| STERBEORT        | Leipzig                              |